# Giovanni Paolo Martelli
Giovanni Paolo Martelli (geb. 17. Januar 1935 in Palermo; gest. 8. Januar 2020 in Bari) war ein italienischer Agrarwissenschaftler und Hochschullehrer. Er war einer der herausragenden italienischen Forscher auf dem Gebiet der Pflanzenviren und der Taxonomie von Viren. Die Ordnung der Martellivirales, zu welcher mehr als 200 Viren gehören, wurde ihm zu Ehren benannt.

## Leben und Werk
Im Jahr 1956 schloss Martelli an der Universität Bari sein Studium der Agrarwissenschaften ab und wurde 1973 zum Professor ernannt. Seine Forschungs- und Lehrtätigkeit spielte sich zum sehr großen Teil an den Universitäten von Bari und Palermo ab. Von 1960 bis 1963 besuchte er das botanische Institut der Universität Liverpool, das agrarwissenschaftliche Institut von Invergrowie (Dundee, Schottland) und das Institut für Pflanzenpathologie an der UC Davis in Kalifornien. In Davis kam er in Kontakt mit der Pflanzenvirologie.
Die ersten Forschungsarbeiten betrafen Pilzerkrankungen der Oliven (vor allem Anthracnose), Weinreben, Früchten und Gemüsen sowie die Entdeckung verschiedener Arten von Micromyceten. Es folgten Arbeiten über Nematoden und die Erforschung zahlreicher Pflanzenviren mit Methoden der physikalischen Chemie, Mikroskopie, Serologie und Molekularbiologie. Besonderes Augenmerk richtete er auf die Interaktion zwischen dem Wirt und dem Virus und dem Krankheitsmechanismus.
Später wurde er ins Exekutivkomitee des International Committee on Taxonomy of Viruses gewählt, und ebenso diente er als Redakteur der Fachjournale Phytopathology, European Journal of Plant Pathology und Vitis.
Martelli war maßgebend für die Entdeckung des Bakteriums Xylella fastidiosa als Verursacher des Massensterbens von Olivenbäumen in Süditalien verantwortlich.
Er ist der Autor von über 300 Forschungsarbeiten, die in internationalen Fachjournalen veröffentlicht wurden, und Mitautor von sechs Fachbüchern.
Zusammen mit seiner Frau Nicoletta hat er eine Tochter, einen Sohn und fünf Großkinder.
Giovanni Martelli war Mitglied unter anderem der Accademia Italiana della Vite e del Vino, Accademia dei Georgofili, Accademia Nazionale dell’Olio e dell'Olivo, Accademia Nazionale di Agricoltura, Società Italiana di Patologia Vegetale, Società Italiana di Virologia, korrespondierendes Mitglied der Accademia Nazionale dei Lincei und der Accademia di Agricoltura di Torino sowie der American Phytopathological Society, Association of Applied Biologists und der British Society of Plant Pathologists. Zudem gehörte er dem Ausschuss für Weinbau des italienischen Landwirtschaftsministeriums an.